# 堪察加锅炉房
堪察加锅炉房（俄语：Камчатка）是一间位于俄罗斯圣彼得堡的锅炉房兼博物馆。有“苏联摇滚之父”之称的维克多·崔曾在此作为一个锅炉工工作了三年。在他于1990年8月15日去世后，他曾经工作过的锅炉房被改造为了一个可以免费进入的博物馆，用以纪念他及其乐队Kino的伟大成就。
除了在这此工作外，维克多·崔还经常在此与朋友聚会、聊天及唱歌。
尤里·舍夫丘克也曾想在此工作，但因他与崔有一些个人矛盾，朋友又规劝说这里工作太累，以及锅炉房主管认为两个两个摇滚明星在一起工作不太合适而作罢。
博物馆里的陈设展示了崔在此工作时的个人物品。博物馆内允许拍摄及录像。